# Arsjak Korjan
Arsjak Rafaeljevitsj Korjan (Armeens: Արշակ Ռաֆայելի Կորյան, Russisch: Аршак Рафаэльевич Корян) (Sotsji, 17 juni 1995) is een Russisch-Armeens profvoetballer die als aanvaller speelt. Hij verruilde Lokomotiv Moskou in 2020 voor FK Chimki. Eerder speelde hij voor Vitesse. Korjan debuteerde in 2020 voor het Armeens voetbalelftal.

## Carrière
Korjan startte zijn carrière bij Lokomotiv Moskou waar hij de jeugdopleiding doorliep. Korjan zat eenmaal als ongebruikte reserve op de bank bij het eerste elftal, in de uitwedstrijd tegen CSKA Moskou op 21 september 2014.
Op 3 februari 2015 tekende Korjan een contract bij Vitesse tot het einde van het seizoen, waar hij aanvankelijk deel uitmaakte van het beloftenelftal. Op 21 mei werd het contract verlengd voor de duur van het seizoen 2015/2016.
Op 8 juni 2016 maakte Vitesse bekend dat het contract van Korjan nogmaals met één seizoen werd verlengd en dat hij hierbij de overstap maakte naar de selectie van het eerste elftal. Hij maakte zijn debuut in het eerste op 6 augustus 2016, waarbij hij Mitchell van Bergen verving in de 81e minuut van de 4–1 uitoverwinning tegen Willem II. Zijn eerste doelpunt voor het A-elftal maakte Korjan op 22 september 2016 in het bekerduel tegen ASV De Dijk. Tevens won hij met Vitesse in 2017 de bekerfinale met 2-0 van AZ. Door dit resultaat won de club voor het eerst in hun 125-jarig bestaan de KNVB Beker. Met Jong Vitesse eindigde hij op de zeventiende plaats en degradeerde daardoor naar de Derde divisie. Korjan werd wel dit seizoen clubtopscorer van het tweede elftal met 10 treffers.
In juni 2017 werd zijn contract niet verlengd en moest hij op zoek naar een andere club. Die vond hij in Lokomotiv Moskou. Daar stond hij twee jaar onder contract, tot 2019. Toen hij werd overgenomen door FK Chimki. Chimki huurde Korjan al in het seizoen 2018/19.

## Nationaal team
Korjan kwam uit voor verschillende jeugdelftallen van Rusland vanaf de onder-17-selectie. Omdat hij ook van Armeense komaf is, kon hij ook voor dat land uitkomen. Op 5 september 2020 debuteerde hij daadwerkelijk in het Armeens voetbalelftal in een UEFA Nations Leagueduel in en tegen Noord-Macedonië (2–1 verlies). Korjan stond in de basis en speelde de wedstrijd uit.

## Erelijst

### MetVitesse
| Competitie         | Winnaar | Winnaar | Runner-up | Runner-up |
| Competitie         | Aantal  | Jaren   | Aantal    | Jaren     |
| ------------------ | ------- | ------- | --------- | --------- |
| Nationaal          |         |         |           |           |
| Winnaar KNVB Beker | 1x      | 2016/17 |           |           |